# Sphyrophyllum
Sphyrophyllum is een geslacht van rechtvleugeligen uit de familie sabelsprinkhanen (Tettigoniidae). De wetenschappelijke naam van dit geslacht is voor het eerst geldig gepubliceerd in 1954 door Beier.

## Soorten
Het geslacht Sphyrophyllum  is monotypisch en omvat slechts de volgende soort:
- Sphyrophyllum malleolatum (Brunner von Wattenwyl, 1895)